# Stephan Lämmermann
Stephan „Lämmi“ Lämmermann (* 10. Juli 1967 in Köln) ist ein ehemaliger deutscher Fußballspieler.

## Laufbahn
Er spielte für die Sportfreunde Habbelrath-Grefrath, BSG Heppendorf, SpVg Frechen 20 und SC Brück, bevor er 1994 zu Alemannia Aachen wechselte, wo er bis 2003 unter Vertrag stand. Gleich in seiner ersten Saison gelangen Lämmermann 15 Treffer in der Regionalliga West/Südwest. Mit der Alemannia schaffte er 1999 den Aufstieg in die 2. Fußball-Bundesliga, wo er noch 98 Spiele absolvierte, in denen er 13 Tore erzielen konnte. In der Regionalliga West/Südwest lief Lämmermann 134 mal für Alemannia Aachen auf und erzielte dabei 39 Tore.

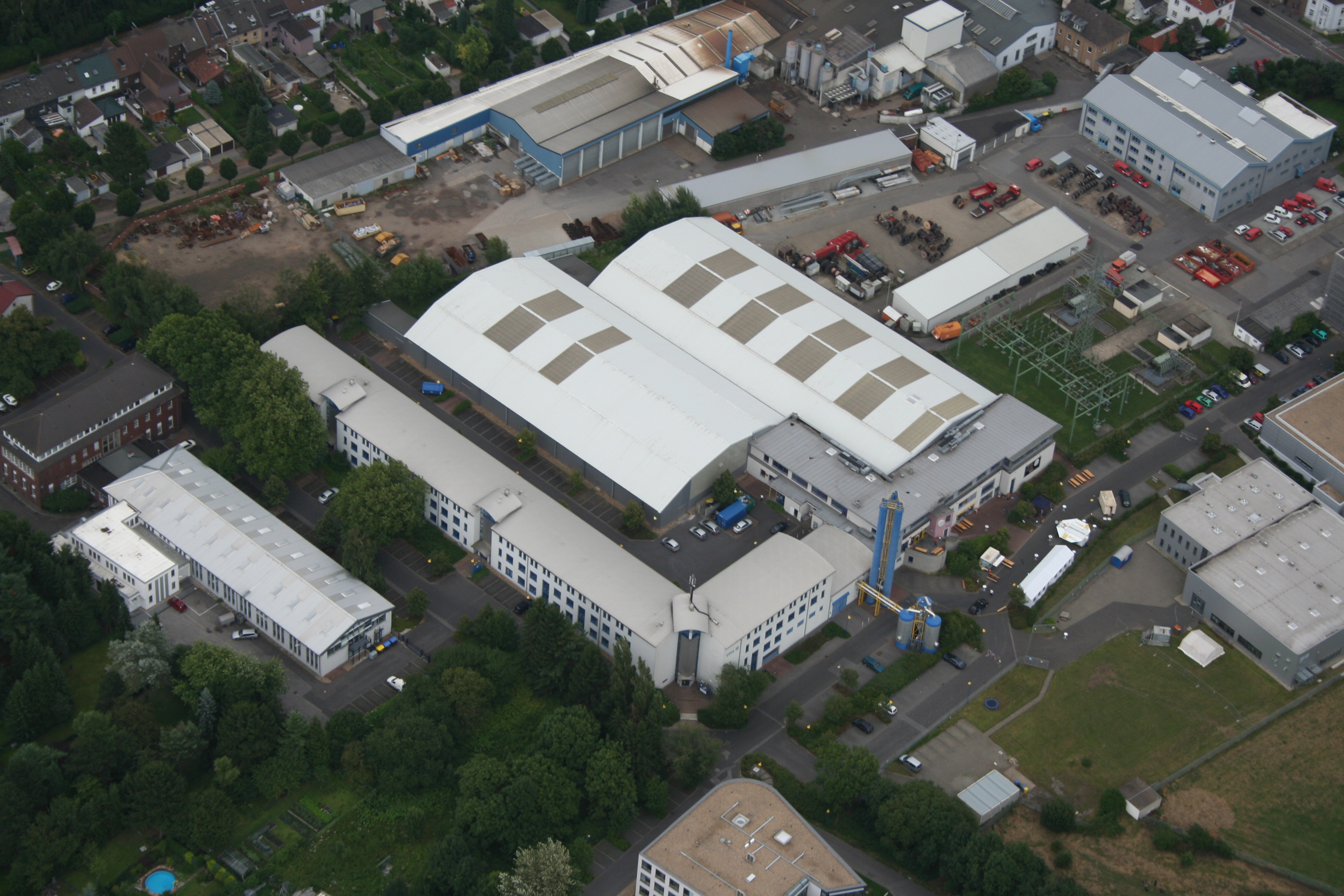
Indoor-Soccer-, Badminton-, Tennis- und Squash-Halle in Kohlscheid

Danach schloss er sich dem Nordrhein-Oberligisten Borussia Freialdenhoven an und später der VSP Grenzwacht Pannesheide. Er setzte seine Karriere ab 2007 beim SV 1927 Kohlscheid fort und beendete sie dort.
Stephan Lämmermann betrieb eine Indoor-Soccer-, Badminton-, Tennis- und Squashhalle mit Gastronomie und Sportbar in Kohlscheid.
Seit dem 12. Oktober 2022 ist er als Co-Trainer bei Alemannia Aachen aktiv. Er betreibt außerdem eine Sportsbar mit dem Namen „Lämmi's Sportsbar“ in Kohlscheid.